# Максимилиан Филип Хиронимус (Бавария-Лойхтенберг)
Максимилиан Филип Хиронимус (на немски: Maximilian Philipp Hieronymus, Prinz von Bayern; * 30 септември 1638, Мюнхен; † 20 март 1705, Тюркхайм, Швабия) е от 1650 г. до смъртта си херцог на Бавария-Лойхтенберг също от 1679 до 1680 г. регент на Курфюрство Бавария за още непълнолетния курфюрст Максимилиан II Емануел.

## Биография
Той е вторият син на курфюрст Максимилиан I и втората му съпруга ерцхерцогиня Мария Анна Австрийска (1610 – 1665), дъщеря на император Фердинанд II. По-големият му брат е курфюрст Фердинанд Мария (1636 – 1679).
Максимилиан Филип Хиеронимус се жени през 1668 г. в Шато Тиери за принцеса Маурита Феброния дьо Ла Тур д’Оверн (1652 – 1706), дъщеря на Фредерик-Морис дьо Ла Тур д’Оверн (1605 – 1652), херцог на Буйон. Бракът е бездетен.
Той е наследен от племенника му Максимилиан II Емануел.